# 海洋神話號

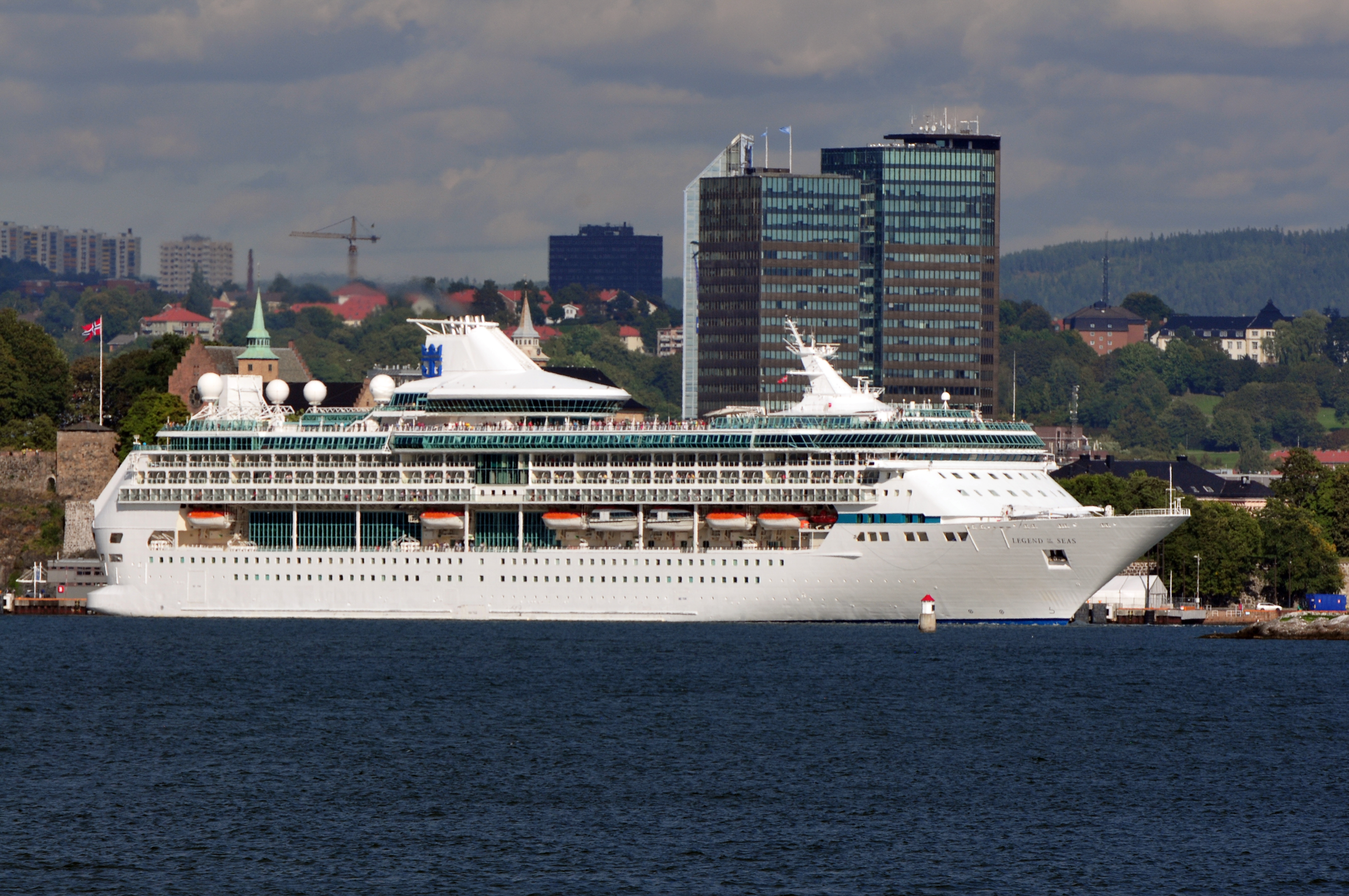
Legend of the Seas 2014 in Oslo

海洋神話號（MS Legend of the Seas） 是皇家加勒比國際遊輪第一艘夢幻系列郵輪。整艘船的噸位是 6 萬 9130 噸，11 層甲板總共可以搭乘 2074 位乘客。它於 1995 年 5 月 16 日開始它的處女航。船上的設施包含迷你高爾夫球場、劇院、泳池、Spa 設施、健身房以及兩間餐廳，分別為羅密歐與茱麗葉餐廳和帆船咖啡廳，此外還有四個主題酒吧、一個舞廳、購物中心、鋼琴酒吧、disco 舞廳、觀景中心、海上戶外岩場以及維京皇冠休息室。
海洋神話號是皇家加勒比海郵輪集團船隊中航程最長的一艘船，在它 14 年的航程中主要的營運據點包含了亞洲、澳洲以及紐西蘭、南太平洋、阿拉斯加、中美洲、加勒比海、波羅的海、地中海以及中東等地，自 2010 年冬天，神話號在亞洲開始了為期一年的營運。
2016年6月2号，皇家加勒比將海洋神話號出售給了英國的湯姆森郵輪。海洋神話號將於2017年5月26日結束在皇家加勒比的最後一次航行之後被移交給湯姆遜郵輪，並且被更名為“TUI Discovery II”。
皇家加勒比海船隊中其他夢幻系列郵輪還有 － 「海洋幻麗號」、「海洋迎風號」、「海洋富麗號」跟「海洋榮光號」。

## 外部連結
- 皇家加勒比海國際遊輪及精緻遊輪 － 船隊介紹 － 夢幻系列